# Highland Football League 1998–99
 Highland Football League 1998–99 với chức vô địch thuộc về Peterhead. Fort William đứng cuối bảng.

## Bảng xếp hạng
| XH | Đội              | Tr | T  | H | T  | BT | BB  | HS   | Đ  |
| -- | ---------------- | -- | -- | - | -- | -- | --- | ---- | -- |
| 1  | Peterhead (C)    | 30 | 24 | 4 | 2  | 89 | 19  | +70  | 76 |
| 2  | Huntly           | 30 | 23 | 3 | 4  | 86 | 38  | +48  | 72 |
| 3  | Keith            | 30 | 22 | 4 | 4  | 92 | 41  | +51  | 70 |
| 4  | Elgin City       | 30 | 21 | 1 | 8  | 71 | 39  | +32  | 64 |
| 5  | Fraserburgh      | 30 | 18 | 6 | 6  | 86 | 39  | +47  | 60 |
| 6  | Clachnacuddin    | 30 | 16 | 8 | 6  | 80 | 45  | +35  | 56 |
| 7  | Cove Rangers     | 30 | 16 | 5 | 9  | 88 | 48  | +40  | 53 |
| 8  | Forres Mechanics | 30 | 11 | 6 | 13 | 60 | 60  | 0    | 39 |
| 9  | Brora Rangers    | 30 | 11 | 5 | 14 | 61 | 63  | −2   | 38 |
| 10 | Deveronvale      | 30 | 11 | 4 | 15 | 57 | 72  | −15  | 37 |
| 11 | Rothes           | 30 | 8  | 5 | 17 | 46 | 64  | −18  | 29 |
| 12 | Buckie Thistle   | 30 | 8  | 4 | 18 | 36 | 60  | −24  | 28 |
| 13 | Lossiemouth      | 30 | 8  | 4 | 18 | 40 | 67  | −27  | 28 |
| 14 | Wick Academy     | 30 | 7  | 2 | 21 | 33 | 85  | −52  | 23 |
| 15 | Nairn County     | 30 | 3  | 2 | 25 | 32 | 114 | −82  | 11 |
| 16 | Fort William     | 30 | 1  | 1 | 28 | 24 | 127 | −103 | 4  |

Nguồn: Scottish Football Historical Archive - Highland League Final Tables
Quy tắc xếp hạng: 1. Điểm; 2. Hiệu số bàn thắng; 3. Số bàn thắng.
(VĐ) = Vô địch; (XH) = Xuống hạng; (LH) = Lên hạng; (O) = Thắng trận Play-off; (A) = Lọt vào vòng sau. 
Chỉ được áp dụng khi mùa giải chưa kết thúc: 
(Q) = Lọt vào vòng đấu cụ thể của giải đấu đã nêu; (TQ) = Giành vé dự giải đấu, nhưng chưa tới vòng đấu đã nêu.